# Maria Himmelfahrt (Braunshausen)

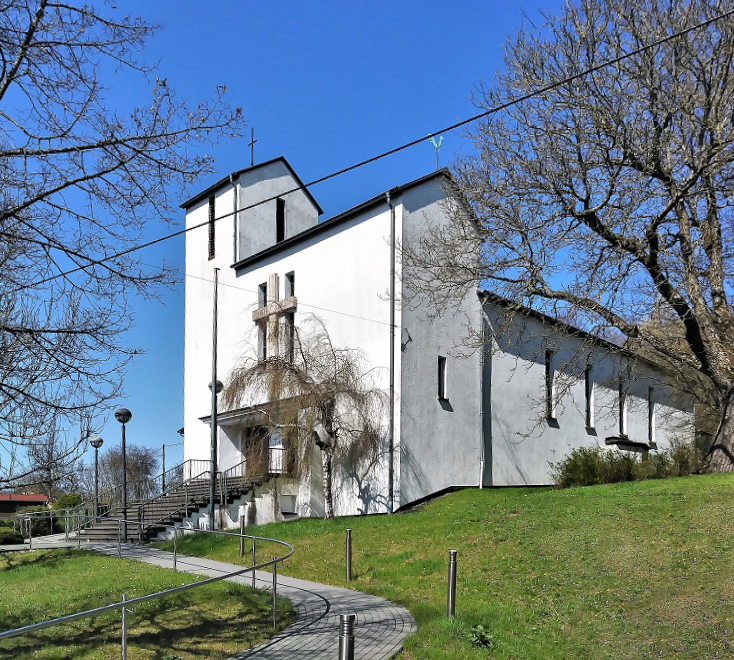
Außenansicht

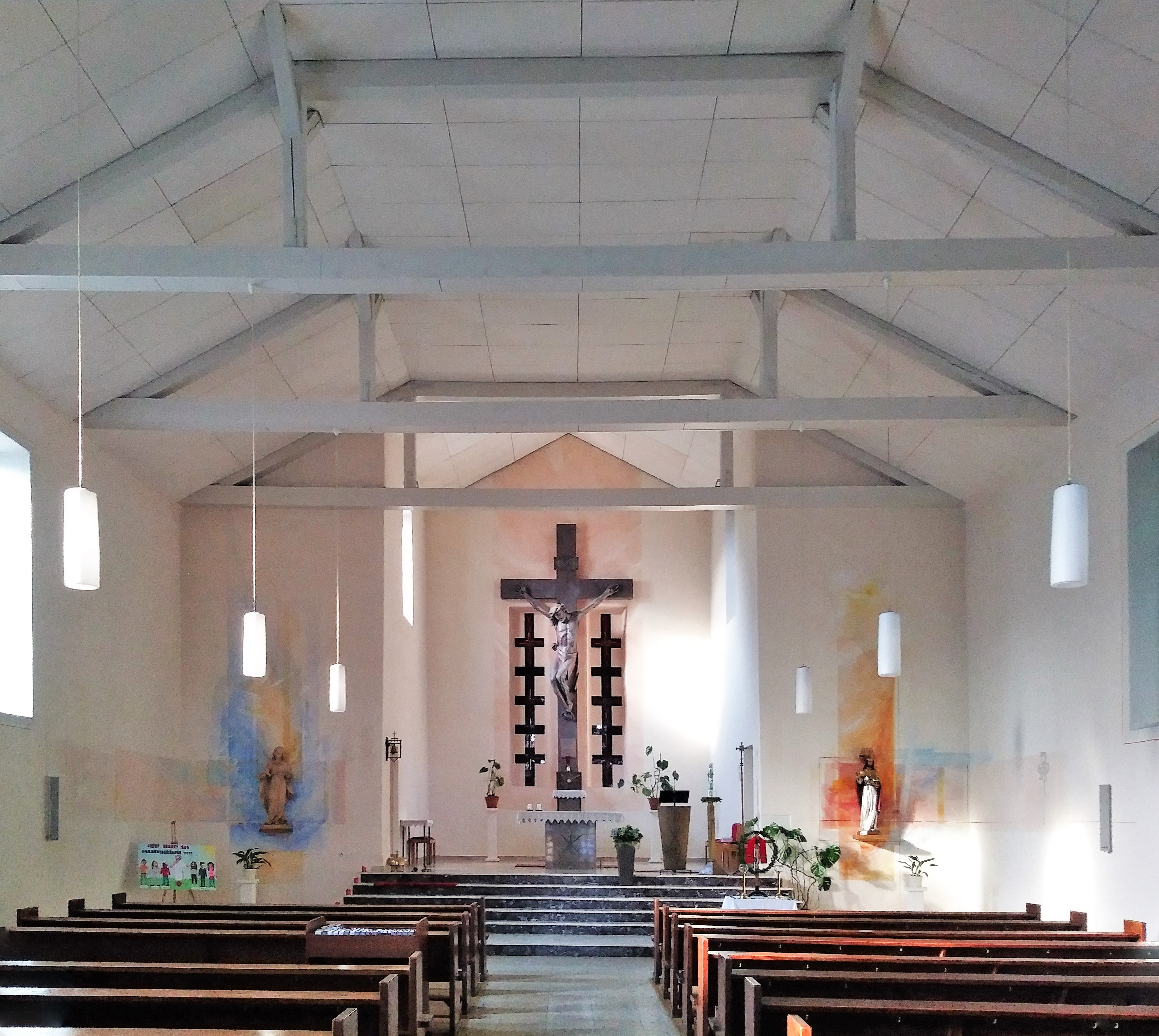
Blick zum Altar

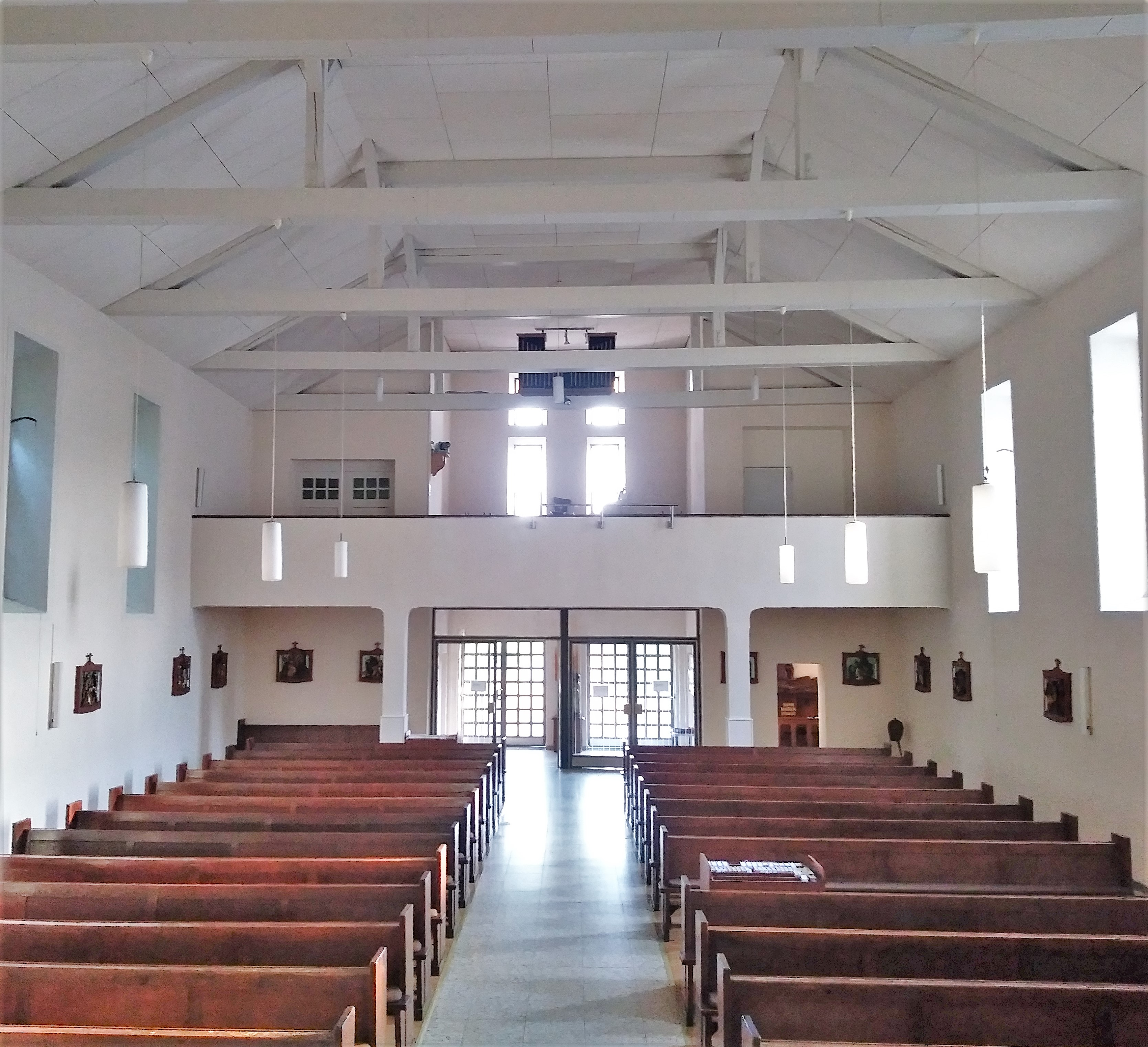
Blick zur Orgelempore

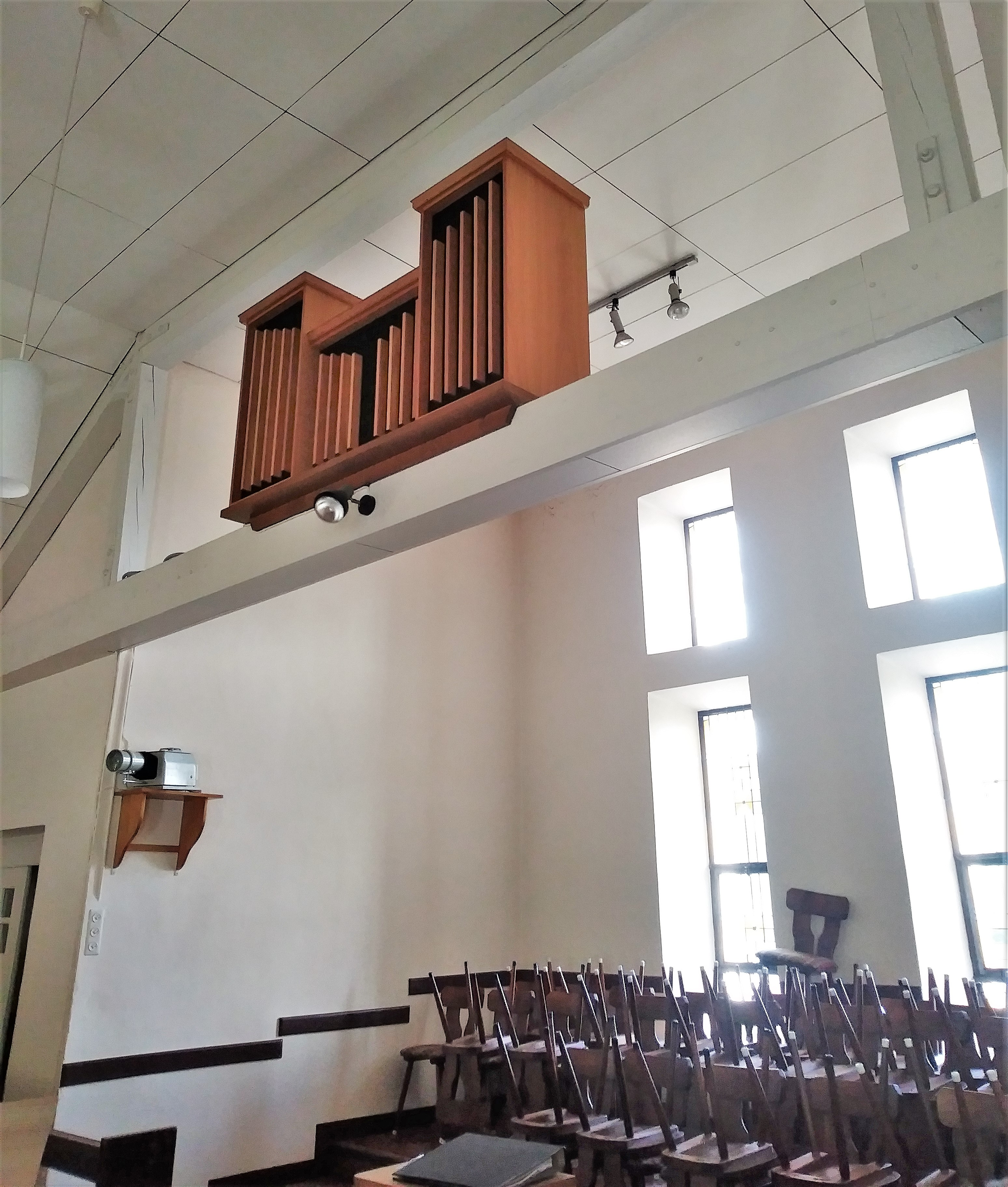
Lautsprecherboxen der Digitalorgel

Die Kirche Maria Himmelfahrt ist eine römisch-katholische Pfarrkirche des Bistums Trier in Braunshausen, einem Ortsteil von Nonnweiler im Landkreis St. Wendel.

## Geschichte
Die kirchliche Zugehörigkeit des kleinen Dorfes Braunshausen wechselte häufig im Laufe der Jahrhunderte. Zwischen 1569 und 1791, zwischen 1795 und 1802 sowie von 1821 bis 1954 gehörte das Dorf zur Pfarrei St. Wilfridus in Kastel, während man von 1791 bis 1795 nach Nonnweiler und von 1802 bis 1821 nach Otzenhausen zur Kirche ging. Die Finanzierung der Kirche wurden durch die Dorfbewohner mittels Spenden, Mitgliedsbeiträgen sowie Spenden der Familie von Beulwitz an den „Kirchenbauverein e.V. Braunshausen“ selbst erbracht. 1836 begann man erstmals mit dem Sammeln von Spenden, ab 1907 wurde ein „Sammelverein“ gegründet bis zum November 1914 hatte man bereits 6000 Goldmark angespart, welches dann durch die Inflation entwertet wurde und alle Bemühungen waren dahin. Am 1. Januar 1928 konstituierte sich der „Kirchenbauverein“ mit 75 Gründungsmitgliedern und als Vorstand der Pfarrer des Ortes Hr. Nikolaus Rauber. Die Kirchenfenster rechts und links des Kirchenschiffes wurden ebenfalls von Braunshausener Bürgern und der Familie von Beulwitz gespendet, deren Namen jeweils im unteren Rand zu lesen sind. In den Jahren 1931 bis 1933 entstand die heutige und damit erste eigene Kirche auf einem erhöhten Grundstück in der Ortsmitte. Die feierliche Konsekration der Kirche Maria Königin fand am 8. August 1933 statt. Es dauerte noch bis zum Jahr 1954, bis Braunshausen zu einer selbstständigen Pfarrei erhoben wurde. Die Gesamtkosten betrugen 41.000 RM die bis Mitte 1935 bezahlt waren. 1942 wurden die Glocken vom Turm, wie vieler Orts zu dieser Zeit üblich, entfernt, eingeschmolzen und der Rüstung als Rohstoff zugeführt. 1944 sollte der amtierende Pfarrer zwei neue Glocken kaufen, er bekam durch die Rohstoffknappheit jedoch nur eine für 400 RM. 1961erwarb Pfarrer Thomanek vier neue Glocken, die am 6. Juni 1961 durch Dechant Backes eingeweiht wurden. Diese tragen folgende Inschrift:

„Hl. Maria bitte für uns - Christus wir huldigen dir - Hl. Michael hilf uns kämpfen - Hl. Josef bitte für uns“

## Baubeschreibung
Die schlichte Saalkirche im Stil der Neuen Sachlichkeit wurde nach den Plänen des Architekten Wilhelm Buchholz aus Trier errichtet und besitzt einen rechteckigen Grundriss mit angefügtem Chorraum. Zur Straße hin wird das Gebäude durch einen
Westriegel abgeschlossen, aus dem sich im Norden ein mit einem flachen Satteldach gedeckter Glockenturm erhebt.
Die weiße Fassade wird von einem mächtigen Steinkreuz über den beiden Kirchenportalen geschmückt, welches das Westfenster in vier Teile teilt.
Im Innern öffnet sich ein schlichter heller Raum, der von einem teilweise offenen Dachstuhl aus hellen Holzbalken überspannt ist. An jeder der beiden Seiten befinden sich je vier rechteckige Fenster.

## Orgel

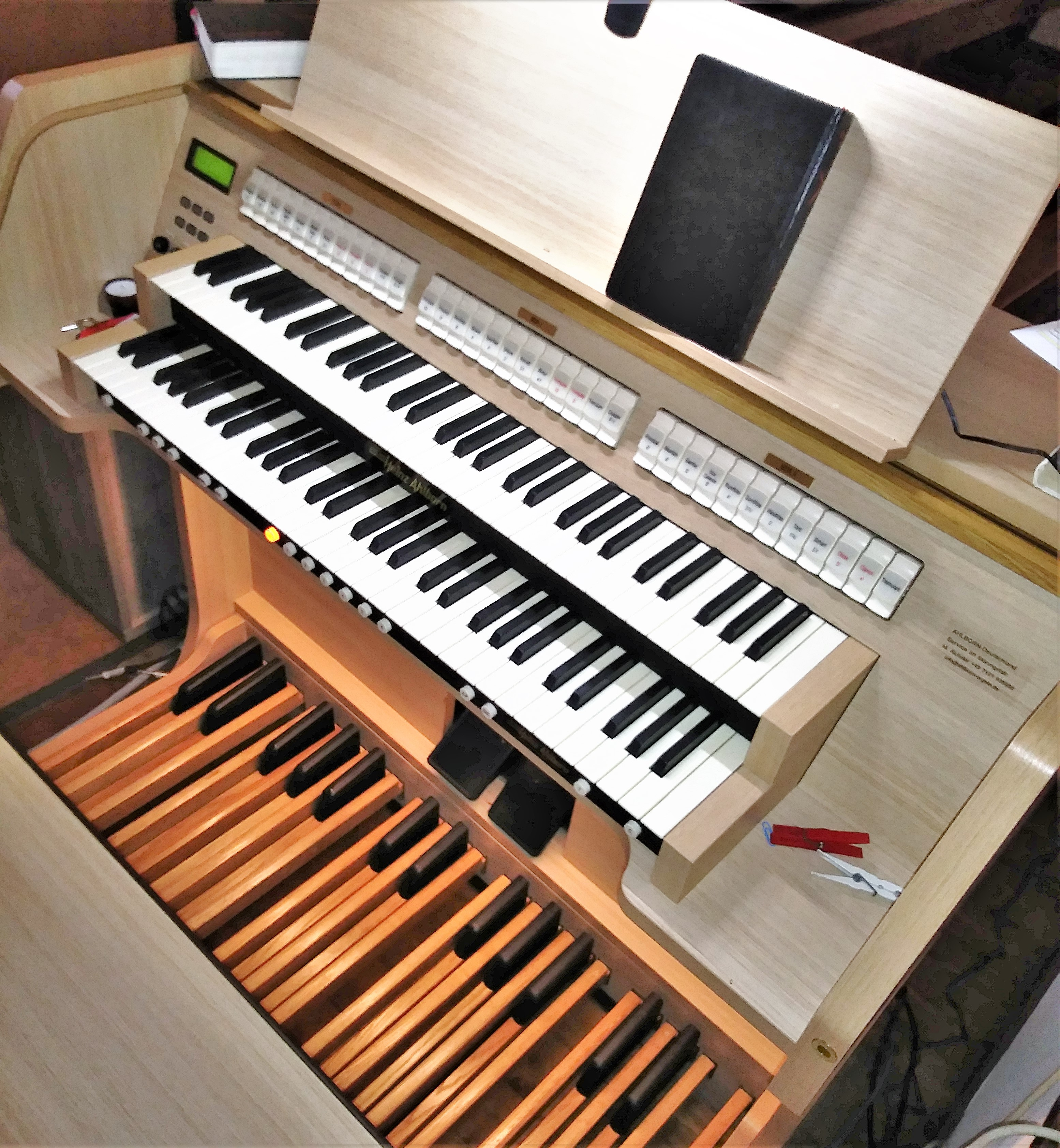
Ahlborn-Digitalorgel

In der Braunshauser Kirche befand sich nach heutigem Erkenntnisstand nie eine Pfeifenorgel. Die heutige digitale Orgel der Kirche wurde im Jahr 2018 installiert. Es handelt sich dabei um ein Instrument des Herstellers Heinz Ahlborn Digitalorgeln aus Halsenbach, welches baugleich mit dem Modell Vivace 40 des Herstellers Viscount ist. Die Lautsprecher der Digitalorgel befinden sich in einem eigenen Gehäuse auf einem der Dachbalken über der Empore. Das Instrument besitzt 31 Register auf zwei Manualen und Pedal. Die Disposition ist wie folgt:
| I Hauptwerk C–c4 |             |     |
| 1.               | Prinzipal   | 16′ |
| 2.               | Prinzipal   | 8′  |
| 3.               | Hohlflöte   | 8′  |
| 4.               | Oktave      | 4′  |
| 5.               | Spitzflöte  | 4′  |
| 6.               | Oktave      | 2′  |
| 7.               | Mixtur IV   |     |
| 8.               | Kornett III |     |
| 9.               | Trompete    | 16′ |
| 10.              | Trompete    | 8′  |
|                  | Tremulant   |     |

| II Schwellwerk C–c4 |             |        |
| 11.                 | Prinzipal   | 8′     |
| 12.                 | Bourdon     | 8′     |
| 13.                 | Gamba       | 8′     |
| 14.                 | Vox celeste | 8′     |
| 15.                 | Rohrflöte   | 4′     |
| 16.                 | Quintflöte  | 2 ⁄3′  |
| 17.                 | Waldflöte   | 2′     |
| 18.                 | Terz        | 1 3⁄5′ |
| 19.                 | Scharf III  |        |
| 20.                 | Oboe        | 8′     |
| 21.                 | Clairon     | 4′     |
|                     | Tremulant   |        |

| Pedal C–f1 |            |     |
| 22.        | Prinzipal  | 16′ |
| 23.        | Violon     | 16′ |
| 24.        | Subbass    | 16′ |
| 25.        | Oktavbass  | 8′  |
| 26.        | Gedackt    | 8′  |
| 27.        | Choralbass | 4′  |
| 28.        | Mixtur IV  | 4′  |
| 29.        | Posaune    | 16′ |
| 30.        | Trompete   | 8′  |
| 31.        | Klarine    | 4′  |

- Koppeln: II/I, I/P, II/P
- Spielhilfen: 48 Setzerkombinationen, MIDI für jede Klaviatur, 3 Intonationen (Barock, Romantisch, Symphonisch), 6 historische Stimmungen